# Lollius gratiosus
Lollius gratiosus är en insektsart som beskrevs av Melichar 1906. Lollius gratiosus ingår i släktet Lollius och familjen sköldstritar. Inga underarter finns listade i Catalogue of Life.